# Krönung Mariens (Belle-Église)

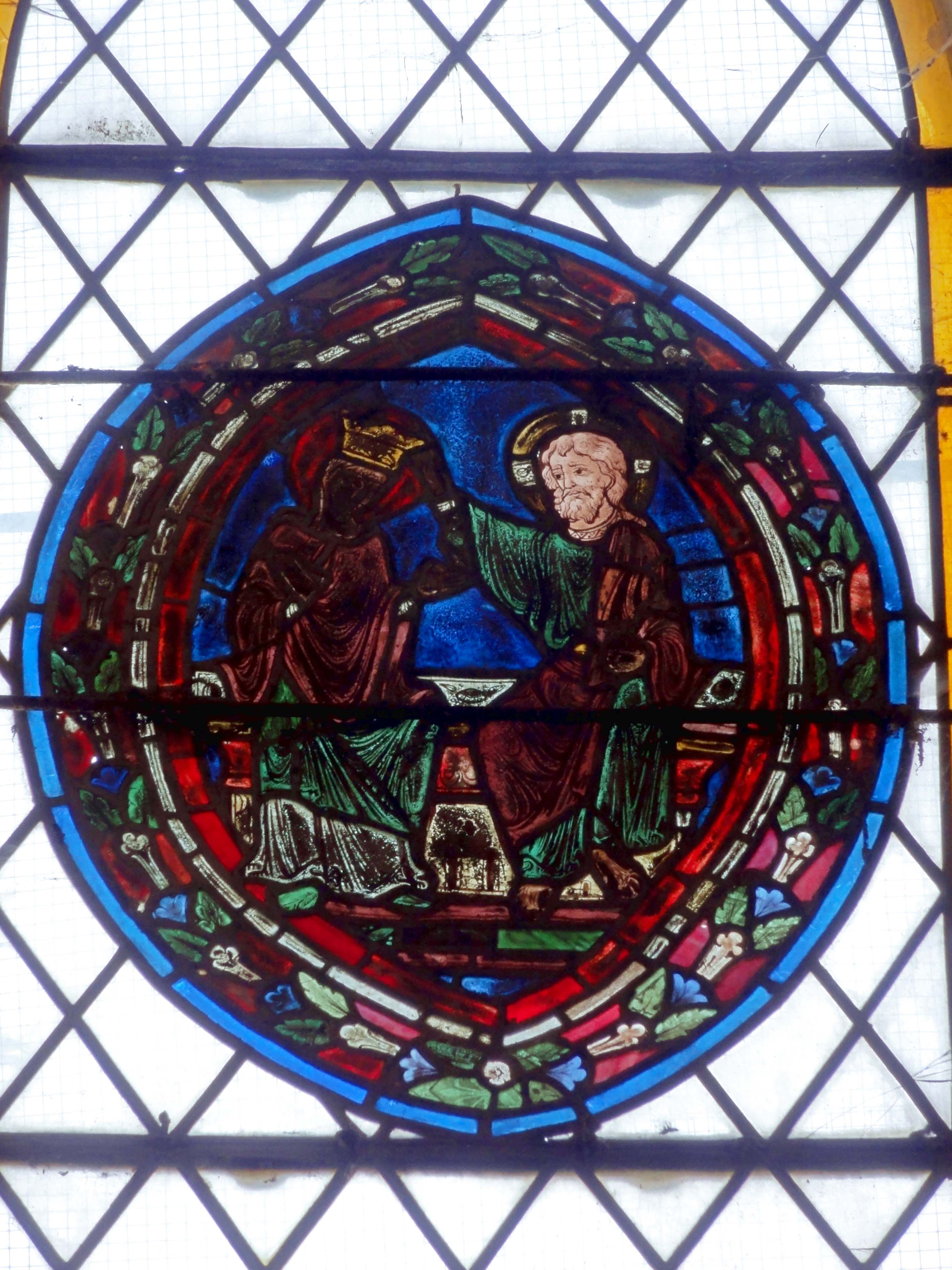
Fenster Krönung Mariens in Belle-Église

Das Fenster Krönung Mariens in der katholischen Kirche St-Martin in Belle-Église, einer französischen Gemeinde im Département Oise in der Region Hauts-de-France, wurde im ersten Drittel des 13. Jahrhunderts geschaffen. Das Bleiglasfenster wurde im Jahr 1912 als Monument historique in die Liste der denkmalgeschützten Objekte (Base Palissy) in Frankreich aufgenommen.
Das Fenster Nr. 5 besitzt eine ovale Scheibe aus gotischer Zeit, die von einer unbekannten Werkstatt stammt. Maria wird von ihrem Sohn gekrönt, beide sitzen auf einem Thron. Maria auf der linken Seite beugt sich leicht zu Jesus, der ihr die Krone aufsetzt. Die Szene wird von einer Bordüre mit Blattdekor umgeben. 
Die langen Kleider der beiden Personen sind typisch für die Glasmalerei um 1200 im Norden Frankreichs, sodass man davon ausgehen kann, dass die Scheibe in der Zeit von 1210 bis 1220 entstand.